# Davenport (Familienname)
Davenport ist ein englischer Familienname.

## Herkunft und Bedeutung
Davenport ist ein Herkunftsname und bezieht sich auf Bewohner, die aus einem Ort namens Davenport stammen.

## Namensträger
- Alan Garnett Davenport (1932–2009), kanadischer Ingenieur und Hochschullehrer
- Alice Davenport (1864–1936), US-amerikanische Filmschauspielerin
- Billy Davenport (1931–1999), US-amerikanischer Schlagzeuger
- Calum Davenport (* 1983), englischer Fußballspieler
- Charles Davenport (1866–1944), US-amerikanischer Biologe und Eugeniker
- Christian Davenport (* 1965), US-amerikanischer Politikwissenschaftler
- Cow Cow Davenport (1894–1955), US-amerikanischer Blues-Musiker
- Cyril Davenport (1848–1941), britischer Bibliotheksmitarbeiter, Kunstgelehrter und Kunstgewerbler
- David Davenport-Handley († 2014), britischer Unternehmer und Politiker
- Dorothy Davenport (1895–1977), US-amerikanische Schauspielerin
- Edgar Loomis Davenport jun. (1862–1918), US-amerikanischer Schauspieler
- Edward Loomis Davenport sen. (1816–1877), US-amerikanischer Schauspieler
- Fanny Davenport (1850–1898), US-amerikanischer Bühnenschauspielerin
- Fanny Elizabeth Vining Davenport (1829–1891), US-amerikanische Schauspielerin
- Francis William Davenport (1847–1925), britischer Komponist
- Franklin Davenport (1755–1832), US-amerikanischer Politiker
- Frederick Morgan Davenport (1866–1956), US-amerikanischer Soziologe und Politiker
- Guy Davenport (1927–2005), US-amerikanischer Schriftsteller
- Harold Davenport (1907–1969), englischer Mathematiker
- Harry Davenport (1866–1949), US-amerikanischer Schauspieler
- Harry Bromley Davenport (* 1950), britischer Regisseur
- Harry J. Davenport (1902–1977), US-amerikanischer Politiker
- Homer Davenport (1867–1912), US-amerikanischer Cartoonist
- Ira Davenport (Politiker) (1841–1904), US-amerikanischer Politiker
- Ira Davenport (Leichtathlet) (1887–1941), US-amerikanischer Leichtathlet
- Ira Eratus Davenport (1839–1911), US-amerikanischer Magier, siehe Gebrüder Davenport
- Jack Davenport (* 1973), britischer Schauspieler
- James Davenport (Politiker) (1758–1797), US-amerikanischer Politiker (Connecticut)
- James S. Davenport (1864–1940), US-amerikanischer Politiker (Oklahoma)
- Jessica Davenport (* 1985), US-amerikanische Basketballspielerin
- John Davenport (Puritaner) (1597–1670), englischer Führer der Puritaner und Kolonist
- John Davenport (Politiker, 1752) (1752–1830), US-amerikanischer Jurist, Offizier und Politiker (Connecticut)
- John Davenport (Industrieller) (1765–1848), britischer Unternehmer und Politiker
- John Davenport (Politiker, 1788) (1788–1855), US-amerikanischer Politiker (Ohio)
- John Davenport (Orientalist) (1789–1877), britischer Orientalist und Schriftsteller
- John Davenport (Drehbuchautor) (1908–1966), britischer Drehbuchautor
- John S. Davenport (1907–2001), US-amerikanischer Numismatiker
- Johnathan Davenport (* 1983), US-amerikanischer Rennfahrer
- Julién Davenport (* 1995), US-amerikanischer American-Football-Spieler
- Kim Davenport (* 1955), US-amerikanischer Poolbillardspieler
- LaNoue Davenport (1922–1999), US-amerikanischer Musiker
- Lara Davenport (* 1983), australische Schwimmerin
- Lee Davenport (1915–2011), US-amerikanischer Physiker
- Lester Davenport (1932–2009), US-amerikanischer Bluesmusiker
- Lindsay Davenport (* 1976), US-amerikanische Tennisspielerin
- Madison Davenport (* 1996), US-amerikanische Schauspielerin
- Marcia Davenport (1903–1996), US-amerikanische Autorin
- Marcus Davenport (* 1996), US-amerikanischer American-Football-Spieler
- Miriam Davenport (1915–1999), US-amerikanische Malerin und Bildhauerin
- Najeh Davenport (* 1979), US-amerikanischer Footballspieler
- Nigel Davenport (1928–2013), britischer Schauspieler
- Paul Davenport, US-amerikanischer Lehrer und Schriftsteller
- Peter Davenport (* 1961), englischer Fußballspieler
- Reid Davenport, Filmemacher
- Richard Davenport (* 1985), britischer Leichtathlet
- Robert Davenport (1671–1735), englisch-russischer Schiffbauer
- Ross Davenport (* 1984), britischer Schwimmer
- Ryan Davenport, kanadischer Skeletonpilot
- Samuel Arza Davenport (1834–1911), US-amerikanischer Politiker
- Selina Davenport (1779–1859), britische Romanautorin
- Skyler Davenport, US-amerikanischer Nationalität und arbeitet im Schauspiel- und Synchronisationsbereich
- Stanley Woodward Davenport (1861–1921), US-amerikanischer Politiker
- Stuart Davenport (* 1962), neuseeländischer Squashspieler
- Thomas Davenport (Politiker) (um 1778–1838), US-amerikanischer Politiker
- Thomas Davenport (Erfinder) (1802–1851), US-amerikanischer Erfinder
- Thomas H. Davenport (* 1954), US-amerikanischer Managementwissenschaftler
- Wallace Davenport (1925–2004), US-amerikanischer Jazztrompeter
- William Davenport (1841–1877), US-amerikanischer Magier, siehe Gebrüder Davenport
- Willie Davenport (1943–2002), US-amerikanischer Leichtathlet
- Winthrop Davenport (1942–2022), US-amerikanischer Volleyballspieler und -schiedsrichter